# Złoczów (hromada)
Złoczów – hromada miejska w rejonie złoczowskim obwodu lwowskiego Ukrainy. Siedzibą hromady jest Złoczów.
Hromadę utworzono w ramach reformy decentralizacji w 2020 roku.

## Miejscowości hromady
W skład hromady wchodzi 1 miasto i 66 wsi.

- Złoczów – miasto, siedziba hromady
- Biały Kamień
- Boniszyn
- Bór
- Bużek
- Chilczyce
- Chmielowa
- Chomiec
- Czeremosznia
- Derewianki
- Gawareczyzna
- Gołogórki
- Gołogóry
- Grabowa
- Hałyćke
- Honczariwka
- Horodyłów
- Hutyszcze
- Jasionowce
- Jelechowice
- Kamjanyste
- Kiejków
- Kniaże
- Kobylańszczyzna
- Kołtów
- Kopanie
- Kozaki
- Kruhów
- Lasowe
- Łęg
- Łuka
- Majdan Gołogórski
- Mitulin
- Monastyrek
- Nowosełyszcze
- Nowosiółki
- Obertasów
- Olszanica
- Opaki
- Osowica
- Papiernia
- Piaski
- Płuhów
- Pobocz
- Poczapy
- Podhorodne
- Podlesie
- Podlipce
- Rozważ
- Ruda
- Ruda Kołtowska
- Sasów
- Skwarzawa
- Stadnia
- Strutyn
- Ścianka
- Trędowacz
- Trościaniec Mały
- Usznia
- Werchobuż
- Woroniaki
- Zalesie
- Zarwanica
- Zaszków
- Zazule
- Zołocziwka
- Żulice